# Namesys
Namesys est une société californienne responsable de la conception et de la mise en œuvre des systèmes de fichiers ReiserFS et Reiser4.  Détenue par Hans Reiser, Namesys était basée à Oakland, en Californie et a également eu une activité en Russie. La société a également fourni un soutien aux systèmes Linux.